# Edward O’Hare
Edward Henry O’Hare (ur. 13 marca 1914 w Saint Louis, zm. 26 listopada 1943 w okolicy Wysp Gilberta) – amerykański wojskowy o niemiecko-irlandzkich korzeniach, pilot marynarki z okresu II wojny światowej.

## Życiorys
Pierwszy as myśliwski marynarki wojennej Stanów Zjednoczonych, którym został 20 lutego 1942, kiedy samodzielnie zaatakował formację dziewięciu japońskich średnich bombowców zbliżających się do jego lotniskowca, którym był USS „Lexington” (CV-2). Mimo że pozostał sam (jego bocznemu zacięła się broń i musiał zawrócić), zaatakował je i zestrzelił pięć z nich. Z resztą rozprawili się piloci przybyli pod komendą Thach'a. Był pierwszym lotnikiem marynarki wojennej, który otrzymał Medal Honoru podczas II wojny światowej. Ostatecznie podczas służby zestrzelił 12 samolotów wroga.
W nocy 26 listopada 1943, gdy dowodził pierwszym w historii nocnym atakiem myśliwców US Navy, przeprowadzonym z pokładu lotniskowca USS „Enterprise” (CV-6), podczas spotkania z grupą japońskich bombowców torpedowych Grumman F6F Hellcat został zestrzelony. Istnieje możliwość zestrzelenia przez ogień z japońskiego bombowca, ale prawdopodobieństwo ognia bratobójczego nie zostało wykluczone; jego samolot nigdy nie został odnaleziony.
W 1945 niszczyciel USS „O’Hare” (DD-889) został nazwany na jego cześć. 19 września 1949 lotnisko Orchard Field w Chicago zostało przemianowane na port lotniczy Chicago-O’Hare. Grumman F4F-3 Wildcat, w barwach identycznych z samolotem („White F-15”) pilotowanym przez O’Hare, jest obecnie wystawiony w Terminalu 2. Ekspozycja została oficjalnie otwarta w siedemdziesiątą piątą rocznicę lotu odznaczonego Medalem Honoru.
Jego ojciec, Eddie O’Hare senior, znany jako „Easy Eddie”, był prawnikiem i partnerem biznesowym szefa mafii Ala Capone. Odegrał kluczową rolę w skazaniu go i uwięzieniu go za malwersacje podatkowe. Eddie O’Hare został zastrzelony w swoim samochodzie w listopadzie 1939 prawdopodobnie przez gangsterów Ala Capone.